# Phylloxera spinulosa
Phylloxera spinulosa är en insektsart som beskrevs av Targioni Tozzetti 1875. Phylloxera spinulosa ingår i släktet Phylloxera och familjen dvärgbladlöss. Inga underarter finns listade i Catalogue of Life.